# Корновекио
Корновѐкио (на италиански: Cornovecchio, на западноломбардски: Corvec, Корвеч) е село и община в Северна Италия, провинция Лоди, регион Ломбардия. Разположено е на 52 m надморска височина. Населението на общината е 214 души (към 2012 г.).